# Киверцовская городская община
Киверцовская городская община (укр. Ківерцівська міська громада) — территориальная община в Луцком районе Волынской области Украины.
Административный центр — город Киверцы.
Население составляет 17838 человек. Площадь — 477,6 км².
В соответствии с распоряжением Кабинета Министров Украины от 12 июня 2020 года, в состав общины вошла территория Киверцовского городского совета, а также Журавичевского, Заветненского, Озерского, Омельненского, Сокиричевского, Сусского и Тростянецкого сельских советов упразднённого Киверцовского района.

## Населённые пункты
В состав общины входят 1 город и 23 села:
- Город Киверцы
- Журавичевский старостинский округ:
  - Домашов
  - Журавичи
  - Мыково
- Заветненский старостинский округ:
  - Заветное
  - Чолница
- Озерский старостинский округ:
  - Гаевое
  - Озеро
- Омельненский старостинский округ:
  - Омельно
- Сокиричевский старостинский округ:
  - Бодячев
  - Дедовичи
  - Заброды
  - Конопелька
  - Муравище
  - Сокиричи
- Сусский старостинский округ:
  - Звозы
  - Славное
  - Словатичи
  - Суск
- Тростянецкий старостинский округ:
  - Лычки
  - Остров
  - Тростянец
  - Хопнев
  - Яромель